# Samo za odrasle (strip)
Samo za odrasle je epizoda Dilana Doga premijerno objavljena u Srbiji u svesci br. 148. u izdanju Veselog četvrtka. Sveska je objavljena 13. juna 2019. Koštala je 270 din (2,27 €; 2,65 $). Imala je 94 strane.

## Originalna epizoda
Originalna epizoda pod nazivom Vietato ai minori objavljena je premijerno u br. 357. regularne edicije Dilana Doga u Italiji u izdanju Bonelija. Izašla je 28. maja 2016. Epizodu su nacrtali Davide Furno i Paolo Armitano, a scenario je napisao Paskvale Ruju. Naslovnu stranu je nacrtao Anđelo Stano. Koštala je 3,5 €.

## Kratak sadržaj
Prolog: Dilan se nalazi u bioskopu koji obiluje scenama krvavog nasilja. Po završetku projekcije publici se predstvalja maestro Pavel. Dilan ustaje sa sedišta i počinje da viče "Ubice!", nakon čega ga redar izbacuje iz sale.
Nedelju dana ranije, Dilana posećuje bivši model i glumica Vanesa Vilson. Dilan je bio Vanesin fan, koji joj je slao pisma i sakupljao njene filmove na VHS-u. Dilan provodi noć sa Vanesom, ali prolazi kroz noćnu moru. Nakon buđenja, zatiče avionsku kartu za Emperor Night u Los Anđelesu 1. novembra.
Dilan kreće za LA i smešta se u motelu Baster u kome upoznaje vlasnicu Belu Baster. Bela mu iznajmljuje svoj automobil kojim Dilan odlazi da potraži Džejsona Gana, vlasnika Smokingun Production i Vanesinog bivšeg producenta. Dilan kreće da obilazi vanesine producente, režisere i glumce, ali niko ne zna da mu kaže gde se ona trenutno nalazi. Sve dok ne naiđe na njenog bivšeg vozača koji se priseća da ju je zadnji put video kada ga je zamolila da ga odvede baš u klub Emperor, stari zatvoreni klub. Kada stige tamo, ponovo sreće Džejsona Gana, ali ovoga puta upoznaje i Maksimilijana Rajnharda, čuvenog holivudskog filmskog kritičara koji je sahranio mnoge glumce i režisere. Rajnhard upoznaje Dilana sa ceremonijama dodele nagrada za najbolji snaf film koji se svake godine u tajnosti održava u Emperor bioskopu. Dilan prisustvuje ovogodišnjoj dodeli nagrada u kome gleda poslednji Vanesin film. Vanesa je , međutim, odlučila da skupo proda svoju kožu.

## Inspiracija snaf filmom
Epizoda je inspirisana fenomenom snaf (snuff) filma. Snaf je poseban filmski žanr u kome su scene mučenja, ubistava ili samoubistava glumaca u filmu autentične. U snaf filmu se prikazuje stvaran prikaz smrti jedne ili više osoba, bez upotrebe specijalnih efekata. Prvim filmom iz ovog žanra smatra se The Family (1971) Eda Sandersa.

## Motivi za pravljenjem snaf filmova
Epizoda ulazi dublje u motive za pravljenjem i gledanjem ovakvih filmova. Po autoru, oni su prilično bazični — ljudi prave i gledaju ovakve filmove zato što imaju prirodnu potrebu za takvim ponašanjem.

## Naslovna strana
Ovo je još jedna u nizu netipičnih naslovnica za Boneli standarde kojom se sugerišu morbidne i seksualne teme. Po stilu podseća na Sin City Frenka Milera.

## Inspiracija klasičnom i rok muzikom
Na početku epizode svira arija „Kraljica noći” iz Mocartove opere „Čarobna frula”. Tokom vožnje u taksiju, taksista pušta Pitbulovu pesmu „Back in Time” iz 2012. godine. U toku filmskih scena čuju se pesme „Dead Leaves” benda Sentenced (1998) i „The End” grupe „The Doors” (1971).

## Fusnote
1. ↑  Spisak svih epizoda Dilan Doga objavljen u Srbiji i bivšoj Jugoslaviji može se pogledati ovde.
2. ↑  Podaci o originalnom izdanju nalaze se ovde: https://shop.sergiobonelli.it/scheda/dylan-dog/40660/Vietato-ai-minori.html (Pristupljeno: 07.06.2019)
3. ↑  Samo za odrasle, str. 63.
4. ↑  http://barberist.blogspot.com/2016/05/dylan-dog-357-vietato-ai-minori.html (16.06.2019)